# Scottish Women’s Premier League Cup 2014
Der Scottish Women’s Premier League Cup wurde 2014 zum 13. Mal ausgespielt. Der schottische Fußball-Ligapokal der Frauen, der unter den Teilnehmern der Scottish Women’s Premier League ausgetragen wurde, begann am 2. März 2014 und endete mit dem Finale am 28. Mai 2014 im Ainslie Park in Edinburgh. Der Ligapokal wurde im K.-o.-System mit 12 Mannschaften ausgetragen.
Als Titelverteidiger startete der Glasgow City FC in den Wettbewerb, der im Vorjahresfinale gegen den FC Spartans gewann. Im diesjährigen Endspiel um den Schottischen Liga-Pokal der Frauen standen sich Glasgow City und Hibernian Edinburgh gegenüber. Glasgow City erreichte das Finale zum dritten Mal in Folge und zum achten Mal in der Vereinsgeschichte. Für die „Hibs“ war es die sechste Teilnahme am Endspiel.
Glasgow City konnte durch einen 3:0-Finalsieg zum fünften Mal den Pokal gewinnen.

## Termine
| Runde         | Datum          | Spiele | Vereine | Neueinstiege |
| ------------- | -------------- | ------ | ------- | ------------ |
| 1. Runde      | 2. März 2014   | 4      | 8 → 4   | keine        |
| Viertelfinale | 13. April 2014 | 4      | 8 → 4   | 4            |
| Halbfinale    | 11. Mai 2014   | 2      | 4 → 2   | keine        |
| Finale        | 28. Mai 2014   | 1      | 2 → 1   | keine        |

## 1. Runde
Die 1. Runde wurde am 2. März 2014 ausgetragen.
| Datum                   |                              | Ergebnis |                 |
| ----------------------- | ---------------------------- | -------- | --------------- |
| 2. März 2014, 13:00 BST | Glasgow Rangers              | 0:1      | FC Spartans     |
| 2. März 2014, 15:00 BST | Hibernian Edinburgh          | 12:0     | Hutchison Vale  |
| 2. März 2014, 15:00 BST | Inverness Caledonian Thistle | 2:3      | FC Aberdeen     |
| 2. März 2014, 17:00 BST | Forfar Farmington            | w/o      | Glasgow City FC |

## Viertelfinale
Das Viertelfinale wurde am 13. April 2014 ausgetragen.
| Datum                     |                     | Ergebnis |                     |
| ------------------------- | ------------------- | -------- | ------------------- |
| 13. April 2014, 15:00 BST | FC Aberdeen         | 2:1      | FC Spartans         |
| 13. April 2014, 15:00 BST | Hibernian Edinburgh | 7:0      | Buchan LFC          |
| 13. April 2014, 16:00 BST | Celtic Glasgow      | 4:0      | Hamilton Academical |
| 13. April 2014, 18:15 BST | FC Queen’s Park     | 00:13    | Glasgow City FC     |

## Halbfinale
Das Halbfinale wurde am 11. Mai 2014 ausgetragen.
| Datum                   |                | Ergebnis |                     |
| ----------------------- | -------------- | -------- | ------------------- |
| 11. Mai 2014, 13:00 BST | Celtic Glasgow | 0:3      | Hibernian Edinburgh |
| 11. Mai 2014, 16:00 BST | FC Aberdeen    | 0:2      | Glasgow City FC     |

## Finale
| Hibernian Edinburgh                                              | Hibernian Edinburgh                                                                                                 | Glasgow City FC | Glasgow City FC |
| ---------------------------------------------------------------- | --- | --- | --------------- |
| Hibernian Edinburgh                                              | \| 28. Mai 2014 um 15:00 Uhr (Ortszeit) in Edinburgh (Ainslie Park) \| \| Ergebnis: 0:3 (0:1) \| \| Spielbericht \| | \| 28. Mai 2014 um 15:00 Uhr (Ortszeit) in Edinburgh (Ainslie Park) \| \| Ergebnis: 0:3 (0:1) \| \| Spielbericht \| | Glasgow City FC |
| Hibernian Edinburgh                                              | Cheftrainer: Chris Roberts                                                                                          | Cheftrainer: Eddie Black                                                                                            | Glasgow City FC |
| Hibernian Edinburgh                                              | 0:1 Suzanne Lappin (9.) 0:2 Denise O’Sullivan 0:3 Joanne Love                                                       | | Glasgow City FC |
| 28. Mai 2014 um 15:00 Uhr (Ortszeit) in Edinburgh (Ainslie Park) | | |                 |
| Ergebnis: 0:3 (0:1)                                              | | |                 |
| Spielbericht                                                     | | |                 |